# Osad (chemia)
Osad (precypitat) – stała, dająca się łatwo oddzielić mechanicznie część ciekłej mieszaniny niejednorodnej, nietworząca trwałego układu koloidalnego. Proces celowego generowania osadu z roztworu nazywa się strącaniem lub wytrącaniem.
Osady powstają w roztworach, w których zaszła reakcja chemiczna prowadząca do powstania nierozpuszczalnego produktu (ściślej, produktu nierozpuszczalnego w mieszaninie poreakcyjnej). W równaniach reakcji osad wypadający z roztworu oznacza się przy pomocy skierowanej do dołu strzałki (↓).
Osad może się też wytrącić z roztworu na skutek odparowywania rozpuszczalnika lub ochłodzenia roztworu. We wszystkich tych przypadkach bezpośrednią przyczyną pojawienia się osadu jest powstanie odpowiednich warunków do krystalizacji jednego ze składników roztworu na skutek nagłego pojawienia się w roztworze większego stężenia związku chemicznego niż wynosi jego rozpuszczalność.
Osad można oddzielić od ciekłej części mieszaniny przez:
- filtrowanie
- sedymentację
- dekantowanie
- wirowanie.

## Rodzaje osadów
- Krystaliczne – złożone z cząstek o uporządkowanej budowie sieciowej. Tworzą podczas rozpuszczania roztwory rzeczywiste. Postać osadu zależy od sposobu jego wytrącania:
  - drobnokrystaliczne (np. BaSO4)
  - grubokrystaliczne (np. MgNH4PO4)
- Koloidalne – złożone z cząstek o nieuporządkowanej budowie sieciowej. Rozpuszczane w wodzie tworzą roztwory koloidalne. Dzieli się je dalej na:
  - serowate (np. AgCl)
  - galaretowate (np. Fe(OH)3)
- Liofilowe (hydrofilowe, gdy rozpuszczalnikiem jest woda – trudno koagulują, do ich wytrącania potrzeba większej ilości elektrolitu. Tworzą się wówczas osady galaretowate o bardzo rozwiniętej powierzchni, z dużą ilością mikroporów, trudne do sączenia i przemywania), np. SiO2·nH2O
- Liofobowe (hydrofobowe) – łatwo koagulują w wyniku czego powstają kłaczkowate osady np. AgCl

## Postać osadu
Podczas wytrącania osadów krystalicznych w roztworze tworzą się liczne zarodki krystalizacji, a powstające z nich kryształy mają różną szybkość narastania. Jeżeli szybkość tworzenia się zarodków krystalizacji jest większa od szybkości narastania kryształów, tworzą się osady drobnokrystaliczne. W przeciwnym wypadku tworzą się osady grubokrystaliczne, bardzo pożądane w analizie wagowej.
Aby uzyskać osad grubokrystaliczny należy przeprowadzić proces tzw. dojrzewania (starzenia) osadu. Polega on na pozostawieniu wytrąconego osadu krystalicznego w roztworze macierzystym w temperaturze pokojowej na okres 1-24h lub utrzymywaniu osadu w roztworze w podwyższonej temperaturze przez około 2h. W tym czasie małe kryształki ulegają rozpuszczeniu, a większe powiększają swoje rozmiary. Następuje rekrystalizacja, polegająca na uporządkowaniu sieci krystalicznej oraz oczyszczeniu z zanieczyszczeń zaadsorbowanych na powierzchni lub zaokludowanych we wnętrzu kryształu.
Procesu starzenia osadów nie zaleca się, gdy może nastąpić wytrącanie następcze oraz w przypadku wytrącania osadów koloidalnych.

## Procesy i czynniki towarzyszące wytrącaniu osadów
- iloczyn rozpuszczalności
- współstrącanie
- adsorpcja
- okluzja
- tworzenie kryształów mieszanych
- tworzenie połączeń z innymi jonami
- wytrącanie następcze

## Czynniki wpływające na rozpuszczalność osadów
Rozpuszczalność osadów zależy od:
- temperatury,
- siły jonowej roztworu,
- rodzaju rozpuszczalnika,
- wartości pH roztworu,
- obecności jonów wspólnych z osadem,
- hydrolizy jonów, na które rozpada się w roztworze rozpuszczona część osadu,
- tworzenia się w roztworze związków kompleksowych.